# SWEETS LOVE BALLAD COLLECTION
『SWEETS LOVE BALLAD COLLECTION』（スウィーツ・ラヴバラッド・コレクション）は、山下久美子のベスト・アルバムで、1983年12月16日にアポロン音楽工業から発売された。

## 概要
山下久美子初のベスト・アルバムで、1980年に発売されたアルバム『バスルームから愛をこめて』から1983年に発売されたアルバム『Sophia』まで発表されたラヴソングを中心に収録したベスト・アルバム。
発売当初はCTのみで発売された。1987年4月1日に日本コロムビアから、ベスト・アルバム『re-SWEETS LOVE SONG COLLECTION』と同時にCDにフォーマットを変えて再発売された。
このアルバムが発売される直前にリリースされた「LOVIN' YOU」はアルバム初収録となった。

## 収録曲

### SIDE A
| 全作詞: 康珍化。 |                              |           |            |                                           |      |
| #                | タイトル                     | 作詞      | 作曲       | 編曲                                      | 時間 |
| 1.               | 「バスルームから愛をこめて」 | 康珍化    | 亀井登志夫 | 松任谷正隆                                | 4:00 |
| 2.               | 「ジョディ」                 | 康珍化    | 亀井登志夫 | 松任谷正隆                                | 4:00 |
| 3.               | 「雨の日は家(うち)にいて」   | 康珍化    | 岡本一生   | 伊藤銀次                                  | 4:46 |
| 4.               | 「珍しいほどスウィートラブ」 | 康珍化    | 亀井登志夫 | 石田長生 ストリングス・アレンジ: クニ河内 | 3:40 |
| 5.               | 「シャンプー」               | 康珍化    | 山下達郎   | 石田長生                                  | 3:46 |
| 6.               | 「涙がとまらない」           | 康珍化    | 大沢誉志幸 | 大村憲司                                  | 4:08 |
| 7.               | 「LOVER MAN」                | 康珍化    | 大沢誉志幸 | 大村憲司                                  | 4:39 |
| 合計時間:        | 合計時間:                    | 合計時間: | 合計時間:  | 28:59                                     |      |

### SIDE B
| #         | タイトル                      | 作詞      | 作曲           | 編曲           | 時間  |
| --------- | ----------------------------- | --------- | -------------- | -------------- | ----- |
| 1.        | 「抱きしめてオンリィ・ユー」  | 康珍化    | 亀井登志夫     | 大村憲司       | 4:43  |
| 2.        | 「時代遅れの恋心」            | 下田逸郎  | 大沢誉志幸     | 大村憲司       | 5:11  |
| 3.        | 「夢の外がわ」                | 下田逸郎  | 大村憲司       | 大村憲司       | 5:09  |
| 4.        | 「LOVERステッカー」           | 銀色夏生  | 亀井登志夫     | Hugh McCracken | 4:07  |
| 5.        | 「秋ラメきれないNight Movie」 | 銀色夏生  | 筒美京平       | Hugh McCracken | 2:25  |
| 6.        | 「Lovin' You」                | 三浦徳子  | Hugh McCracken | 大村雅朗       | 3:51  |
| 合計時間: | 合計時間:                     | 合計時間: | 合計時間:      | 合計時間:      | 25:26 |

### CD
| #         | タイトル                      | 作詞      | 作曲           | 編曲                                      | 時間  |
| --------- | ----------------------------- | --------- | -------------- | ----------------------------------------- | ----- |
| 1.        | 「バスルームから愛をこめて」  | 康珍化    | 亀井登志夫     | 松任谷正隆                                | 4:00  |
| 2.        | 「ジョディ」                  | 康珍化    | 亀井登志夫     | 松任谷正隆                                | 4:00  |
| 3.        | 「雨の日は家(うち)にいて」    | 康珍化    | 岡本一生       | 伊藤銀次                                  | 4:46  |
| 4.        | 「珍しいほどスウィートラブ」  | 康珍化    | 亀井登志夫     | 石田長生 ストリングス・アレンジ: クニ河内 | 3:40  |
| 5.        | 「シャンプー」                | 康珍化    | 山下達郎       | 石田長生                                  | 3:46  |
| 6.        | 「涙がとまらない」            | 康珍化    | 大沢誉志幸     | 大村憲司                                  | 4:08  |
| 7.        | 「LOVER MAN」                 | 康珍化    | 大沢誉志幸     | 大村憲司                                  | 4:39  |
| 8.        | 「抱きしめてオンリィ・ユー」  | 康珍化    | 亀井登志夫     | 大村憲司                                  | 4:43  |
| 9.        | 「時代遅れの恋心」            | 下田逸郎  | 大沢誉志幸     | 大村憲司                                  | 5:11  |
| 10.       | 「夢の外がわ」                | 下田逸郎  | 大村憲司       | 大村憲司                                  | 5:09  |
| 11.       | 「LOVERステッカー」           | 銀色夏生  | 亀井登志夫     | Hugh McCracken                            | 4:07  |
| 12.       | 「秋ラメきれないNight Movie」 | 銀色夏生  | 筒美京平       | Hugh McCracken                            | 2:25  |
| 13.       | 「Lovin' You」                | 三浦徳子  | Hugh McCracken | 大村雅朗                                  | 3:51  |
| 合計時間: | 合計時間:                     | 合計時間: | 合計時間:      | 合計時間:                                 | 54:25 |